# Club Deportivo Guijuelo
Maillots
Le Club Deportivo Guijuelo est un club espagnol de football basé à Guijuelo, en Castille-et-León.

## Histoire
| \| Guijuelo \| Emplacement de Guijuelo, en Espagne. |
| Guijuelo                                            |

Le club évolue en Segunda División B (troisième niveau) lors de la saison 2004-2005, puis à compter de 2006.
Lors de la saison 2013-2014, il se classe quatrième de son groupe, ce qui constitue sa meilleure performance. Il se classe ensuite cinquième de son groupe lors de la saison 2014-2015.

## Saisons
| Primera División   | 0  |
| Segunda División   | 0  |
| Segunda División B | 16 |
| Tercera División   | 3  |

## Joueurs emblématiques
- Pablo Zegarra
- Răzvan Ochiroșii